# Hermann von Speck

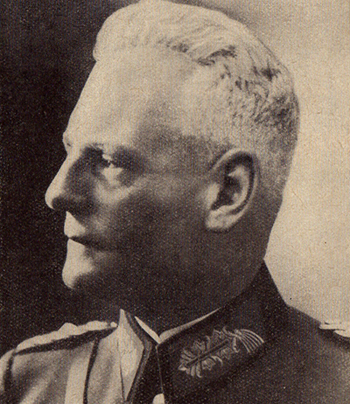
Hermann von Speck

Hermann Speck, seit 1914 Ritter von Speck (* 8. August 1888 in München; † 15. Juni 1940 bei Pont-sur-Yonne) war ein deutscher Offizier, zuletzt General der Artillerie im Zweiten Weltkrieg.

## Leben

### Herkunft
Hermann war der Sohn des bayerischen Generalmajors Maximilian Ritter von Speck und dessen Ehefrau Josefine, geborene Pfülf.

### Militärkarriere
Speck trat nach dem Besuch eines Humanistischen Gymnasiums am 18. Juli 1907 als Fahnenjunker in das 3. Feldartillerie-Regiment „Prinz Leopold“ der Bayerischen Armee ein. Dort wurde er am 7. März 1910 zum Leutnant befördert und absolvierte ab Oktober 1911 die Artillerie- und Ingenieur-Schule. Im Anschluss dran wurde Speck Adjutant der II. Abteilung.
Als solcher nahm Speck nach Ausbruch des Ersten Weltkriegs mit seinem Regiment an den Grenzgefechten in Lothringen teil. Anfang September 1914 brachte er aus eigenem Entschluss nach einem Erkundungsritt zwei Geschütze gegen die im Dorf Gellenoncourt verschanzten französischen Truppen vor, konnte mit seinem Artilleriefeuer den Feind zur Aufgabe zwingen und somit dem 10. Infanterie-Regiment „König Ludwig“ den verlustreichen Häuserkampf ersparen. Für diese Leistung wurde Speck am 7. September 1914 mit der Verleihung des Ritterkreuzes in den Militär-Max-Joseph-Orden aufgenommen. Damit verbunden war die Erhebung in den persönlichen Adel und er durfte sich ab diesem Zeitpunkt Ritter von Speck nennen.
Im weiteren Kriegsverlauf war Speck ausschließlich an der Westfront im Einsatz und nahm hier an der Schlacht um Verdun, den Kämpfen in den Argonnen, bei Arras, in Flandern sowie den Abwehrschlachten zwischen Somme und Oise teil. Zuletzt diente er als Hauptmann und Adjutant des Artillerie-Kommandeurs Nr. 6.
Nach dem Waffenstillstand von Compiègne kehrte Speck in die Heimat zurück, wo sein Stab ab 27. Dezember 1918 in Nürnberg zunächst demobilisiert und schließlich aufgelöst wurde. Er kehrte dann in sein Stammregiment zurück und wurde dort nach der Demobilisierung mit der Aufstellung einer Sicherheitsbatterie beauftragt. Mit diesem Freikorps beteiligte Speck sich an der Niederschlagung von revolutionären Unruhen in Südbayern, Landshut, Augsburg und München. Im Juni 1919 wurde seine Sicherheitsbatterie als I. Batterie dem Reichswehr-Artillerie-Regiment 24 angegliedert und Speck damit in die Vorläufige Reichswehr übernommen. Nach der Bildung der Reichswehr war er u. a. im Generalstab des Gruppenkommando 2 in Kassel sowie später als Adjutant des Chefs der Heeresleitung Wilhelm Heye im Reichswehrministerium tätig. Nach weiteren Beförderungen wurde Speck als Oberst Kommandeur des Artillerieregiments 10 der Wehrmacht. Es folgten am 1. August 1937 die Beförderungen zum Generalmajor sowie am 1. Juni 1939 zum Generalleutnant. Seit 1. März 1938 war Speck Kommandeur der 33. Infanterie-Division.
Er war vom 1. Mai bis zum 31. Mai 1940 der erste Kommandeur des XXXXIII. Armeekorps und kommandierte in dieser Zeit die erste Phase des Westfeldzugs, der am 10. Mai mit dem Überfall auf die Niederlande, Belgien und Luxemburg begann. 
Dann erhielt Generalleutnant Franz Böhme das Kommando; Speck war einige Tage in die Führerreserve versetzt. Am 5. Juni 1940 erhielt er den Befehl über das Generalkommando XVIII. Gebirgskorps. 
Am 15. Juni 1940 fiel von Speck durch Maschinengewehrfeuer von Soldaten des 23e Régiment de marche de volontaires étrangers (23e RMVE), als er eine Brückenstelle bei Pont-sur-Yonne (100 km südöstlich von Paris) erkundete. Er suchte eine Stelle, wo er mit seiner Einheit die Yonne überqueren konnte.
Er war der erste im Zweiten Weltkrieg gefallene deutsche General, erhielt am 17. Oktober 1940 postum das Ritterkreuz des Eisernen Kreuzes und wurde mit Wirkung vom 1. Juni 1940 zum General der Artillerie befördert.

### Familie
Speck heiratete 1919 Melitta, geborene Rogetzki. Aus der Ehe ging eine Tochter hervor.

### Auszeichnungen
- Eisernes Kreuz (1914) II. und I. Klasse[3]
- Verwundetenabzeichen (1918) in Schwarz[3]
- Bayerischer Militärverdienstorden IV. Klasse mit Schwertern und Krone[3]
- Hanseatenkreuz Hamburg[3]
- Spange zum Eisernen Kreuz II. und I. Klasse
- Ritterkreuz des Eisernen Kreuzes (posthum)

### Sonstiges
- Die Artilleriekaserne in Regensburg erhielt nach seinem Tod die Bezeichnung Ritter-von-Speck-Kaserne[4]